# UFC 239
UFC 239: Jones vs.Santos est un événement d'arts martiaux mixtes produit par l'Ultimate Fighting Championship qui se tiendra le 6 juillet 2019 à la T-Mobile Arena de Las Vegas au Nevada,,. 

## Contexte
Un duel des poids lourds légers UFC entre l'actuel tenant du titre de la catégorie Jon Jones et Thiago Santos constitue la tête d'affiche de l'événement. 
Dans la catégorie poids coqs féminins, un combat oppose la championne actuelle Amanda Nunes (également détentrice du titre en poids plume) à l'ancienne championne Holly Holm fait également office de combat vedette du spectacle. 
Un affrontement entre l'ancien challenger au titre UFC Heavyweight, Francis Ngannou, et l'ancien ancien champion des poids lourds Junior dos Santos figure également au programme. Le match devait initialement se dérouler en septembre 2017 à l'UFC 215, mais dos Santos s'est retiré de l'événement en invoquant un test de dépistage de drogue infructueux. 
Un combat poids plume entre l'ancien champion des poids légers Strikeforce et WEC (ainsi que l'ancien challenger du titre UFC Lightweight), Gilbert Melendez et Arnold Allen est prévu pour l'événement. Le match devait initialement se dérouler en novembre 2018 à The Ultimate Fighter 28 Finale, mais Melendez s'est retiré du combat en invoquant une blessure. 
L'Ultimate Fighter: Latin American Alejandro Pérez rencontre Yadong Song . Ce match devait initialement avoir lieu en mars lors de l'UFC 235, mais Song s'est retiré du combat pour des raisons non divulguées et a été remplacé par Cody Stamann.

## Combats annoncés
- Combat de poids paille féminin : Claudia Gadelha contre Randa Markos [12],[13]
- Combat poids plume : Gilbert Melendez contre Arnold Allen [7]
- Poids welter : Ismail Naurdiev contre Chance Rencountre [14]
- Combat de poids coq : Alejandro Pérez contre Yadong Song [9]